# Championnat d'Europe de football espoirs 2017
Navigation
Euro espoirs 2015 Euro espoirs 2019
La 21e édition du Championnat d'Europe de football espoirs se déroule en Pologne du 16 au 30 juin 2017.
La Pologne est désignée hôte de la compétition par le comité de l'UEFA le 26 janvier 2015, à Nyon en Suisse et est qualifiée d'office pour la phase finale.
Pour la première fois, la phase finale réunit 12 équipes, réparties en trois groupes de quatre. Les trois vainqueurs de groupe et le meilleur second sont qualifiés pour les demi-finales.

## Éliminatoires
Les 52 équipes sont réparties en neuf groupes disputés selon une formule championnat en matchs aller-retour. Les éliminatoires débutent le 23 mars 2015 et se terminent le 11 octobre 2016. Les neuf vainqueurs de groupes sont directement qualifiés pour la phase finale. Les quatre meilleurs deuxièmes jouent des barrages en matchs aller-retour. Les vainqueurs de ces rencontres de barrage sont qualifiés pour la phase finale.

## Équipes qualifiées
| Équipe     | Date de qualification                    | Participation(s)       | Meilleur résultat                                   |
| ---------- | ---------------------------------------- | ---------------------- | --------------------------------------------------- |
| Pologne    | 25 janvier 2015 (pays hôte)              | 5                      | Quart de finaliste (1982, 1984, 1986, 1992 et 1994) |
| Tchéquie   | 7 octobre 2016 (premier groupe 1)        | 12                     | Vainqueur · (2002)                                  |
| Italie     | 6 septembre 2016 (premier groupe 2)      | 14                     | Vainqueur · (1992, 1994, 1996, 2000 et 2004)        |
| Macédoine  | 11 octobre 2016 (premier groupe 3)       | Première participation | Première participation                              |
| Portugal   | 6 septembre 2016 (premier groupe 4)      | 7                      | Finaliste (1994 et 2015)                            |
| Danemark   | 6 septembre 2016 (premier groupe 5)      | 6                      | Demi-finaliste (1992 et 2015)                       |
| Suède      | 10 octobre 2016 (premier groupe 6)       | 7                      | Vainqueur · (2015)                                  |
| Allemagne  | 7 septembre 2016 (premier groupe 7)      | 8                      | Vainqueur · (2009)                                  |
| Slovaquie  | 6 octobre 2016 (premier groupe 8)        | 1                      | Quatrième (2000)                                    |
| Angleterre | 6 octobre 2016 (premier groupe 9)        | 13                     | Vainqueur · (1982 et 1984)                          |
| Espagne    | 15 novembre 2016 (vainqueur 1er barrage) | 12                     | Vainqueur · (1986, 1998, 2011 et 2013)              |
| Serbie     | 15 novembre 2016 (vainqueur 2e barrage)  | 9                      | Vainqueur · (1978)                                  |

## Villes et stades sélectionnés
Sept villes sont à l'origine sélectionnées, le 14 juillet 2015, pour la compétition : il s'agit de Bydgoszcz, Gdynia, Kielce, Cracovie, Lublin, Tychy et Varsovie. Cependant, pour « faciliter la logistique et réduire les coûts financiers », l'UEFA préconise de n'en retenir que six, et la fédération polonaise décide finalement, le 30 décembre 2015, d'écarter Varsovie, déjà ville hôte du Championnat d'Europe de football 2012.
| Bydgoszcz                   | Gdynia          | Kielce          |
| --------------------------- | --------------- | --------------- |
| Stade Zdzisław-Krzyszkowiak | Stade municipal | Kolporter Arena |
| 20 247 places               | 15 139 places   | 15 500 places   |
|                             |                 |                 |
| Cracovie                    | Lublin          | Tychy           |
| Stade Józef Piłsudski       | Arena Lublin    | Stade municipal |
| 15 500 places               | 15 016 places   | 15 300 places   |
|                             |                 |                 |

## Arbitres
| Pays      | Arbitre           | 1er assistant          | 2e assistant          | Assistant additionnel   | Assistant additionnel |
| --------- | ----------------- | ---------------------- | --------------------- | ----------------------- | --------------------- |
| Autriche  | Harald Lechner    | Andreas Heidenreich    | Maximilian Kolbitsch  | Alexander Harkam        | Julian Weinberger     |
| Espagne   | Jesús Gil Manzano | Ángel Nevado Rodríguez | Diego Berbero Sevilla | Carlos del Cerro Grande | Juan Martínez Munuera |
| France    | Benoît Bastien    | Hicham Zakrani         | Frédéric Haquette     | Benoît Millot           | Jérôme Miguelgorry    |
| Allemagne | Tobias Stieler    | Rafael Foltyn          | Jan Seidel            | Daniel Siebert          | Benjamin Brand        |
| Lituanie  | Gediminas Mažeika | Vytautas Šimkus        | Vytenis Kazlauskas    | Donatas Rumšas          | Robertas Valikonis    |
| Pays-Bas  | Serdar Gözübüyük  | Bas van Dongen         | Joost van Zuilen      | Dennis Higler           | Jeroen Manschot       |
| Écosse    | Bobby Madden      | David McGeachie        | Alastair Mather       | Andrew Dallas           | Donald Robertson      |
| Slovaquie | Ivan Kružliak     | Tomáš Somoláni         | Branislav Hancko      | Peter Kráľovič          | Filip Glova           |
| Slovénie  | Slavko Vinčić     | Tomaž Klančnik         | Andraž Kovačič        | Rade Obrenović          | Roberto Ponis         |

- 4èmes arbitres :

| Pays    | 4ème arbitre     |
| ------- | ---------------- |
| Pologne | Marcin Borkowski |
| Russie  | Igor Demeshko    |
| Israël  | Roy Hassan       |
| Pologne | Michał Obukowicz |

## Tirage au sort
Chaque groupe est formé d'une équipe tirée du chapeau 1, d'une équipe tirée du chapeau 2 et de deux équipes tirées du chapeau 3. La Pologne (pays-hôte, chapeau 1), est placée d'office dans le Groupe A.
Répartition des équipes avant tirage
| Chapeau 1           | Chapeau 2  | Chapeau 3                 |
| ------------------- | ---------- | ------------------------- |
| Pologne (pays-hôte) | Angleterre | Italie                    |
| Allemagne           | Portugal   | Suède (champion en titre) |
| Espagne             | Danemark   | Slovaquie                 |
|                     |            | Serbie                    |
|                     |            | Tchéquie                  |
|                     |            | Macédoine                 |

## Phase de groupes

### Groupe A
| Rang | Équipe     | Pts | J | G | N | P | Bp | Bc | Diff |
| ---- | ---------- | --- | - | - | - | - | -- | -- | ---- |
| 1    | Angleterre | 7   | 3 | 2 | 1 | 0 | 5  | 1  | +4   |
| 2    | Slovaquie  | 6   | 3 | 2 | 0 | 1 | 6  | 3  | +3   |
| 3    | Suède      | 2   | 3 | 0 | 2 | 1 | 2  | 5  | -3   |
| 4    | Pologne    | 1   | 3 | 0 | 1 | 2 | 3  | 7  | -4   |

1re journée
| 16 juin 2017 | Suède   | 0 - 0 | Angleterre | Kolporter Arena, Kielce                         |                                                 |
| 18 h         |         | (0-0) |            | Spectateurs : 11 672 Arbitrage : Tobias Stieler | Spectateurs : 11 672 Arbitrage : Tobias Stieler |
| 18 h         | Rapport |       |            | Spectateurs : 11 672 Arbitrage : Tobias Stieler | Spectateurs : 11 672 Arbitrage : Tobias Stieler |

| 16 juin 2017 | Pologne   | 1 - 2 | Slovaquie                  | Arena Lublin, Lublin                              |                                                   |
| 20 h 45      | Lipski 3e | (1-1) | 20e Valjent · 78e Šafranko | Spectateurs : 14 911 Arbitrage : Serdar Gözübüyük | Spectateurs : 14 911 Arbitrage : Serdar Gözübüyük |
| 20 h 45      | Rapport   |       |                            | Spectateurs : 14 911 Arbitrage : Serdar Gözübüyük | Spectateurs : 14 911 Arbitrage : Serdar Gözübüyük |

2e journée
| 19 juin 2017 | Slovaquie  | 1 - 2 | Angleterre               | Kolporter Arena, Kielce                            |                                                    |
| 18 h         | Chrien 23e | (1-0) | 50e Mawson · 61e Redmond | Spectateurs : 12 087 Arbitrage : Gediminas Mažeika | Spectateurs : 12 087 Arbitrage : Gediminas Mažeika |
| 18 h         | Rapport    |       |                          | Spectateurs : 12 087 Arbitrage : Gediminas Mažeika | Spectateurs : 12 087 Arbitrage : Gediminas Mažeika |

| 19 juin 2017 | Pologne                           | 2 - 2 | Suède                        | Arena Lublin, Lublin                           |                                                |
| 20 h 45      | Moneta 6e · Kownacki 90+1e (pen.) | (1-2) | 36e Strandberg · 41e Larsson | Spectateurs : 14 651 Arbitrage : Slavko Vinčić | Spectateurs : 14 651 Arbitrage : Slavko Vinčić |
| 20 h 45      | Rapport                           |       |                              | Spectateurs : 14 651 Arbitrage : Slavko Vinčić | Spectateurs : 14 651 Arbitrage : Slavko Vinčić |

3e journée
| 22 juin 2017 | Angleterre                              | 3- 0  | Pologne | Kolporter Arena, Kielce                         |                                                 |
| 20 h 45      | Gray 6e · Murphy 69e · Baker 82e (pen.) | (1-0) |         | Spectateurs : 13 176 Arbitrage : Harald Lechner | Spectateurs : 13 176 Arbitrage : Harald Lechner |
| 20 h 45      | Rapport                                 |       |         | Spectateurs : 13 176 Arbitrage : Harald Lechner | Spectateurs : 13 176 Arbitrage : Harald Lechner |

| 22 juin 2017 | Slovaquie                           | 3 - 0 | Suède | Arena Lublin, Lublin                               |                                                    |
| 20 h 45      | Chrien 5e · Mihalík 22e · Šatka 73e | (2-0) |       | Spectateurs : 11 203 Arbitrage : Jesús Gil Manzano | Spectateurs : 11 203 Arbitrage : Jesús Gil Manzano |
| 20 h 45      | Rapport                             |       |       | Spectateurs : 11 203 Arbitrage : Jesús Gil Manzano | Spectateurs : 11 203 Arbitrage : Jesús Gil Manzano |

### Groupe B
| Rang | Équipe    | Pts | J | G | N | P | Bp | Bc | Diff |
| ---- | --------- | --- | - | - | - | - | -- | -- | ---- |
| 1    | Espagne   | 9   | 3 | 3 | 0 | 0 | 9  | 1  | +8   |
| 2    | Portugal  | 6   | 3 | 2 | 0 | 1 | 7  | 5  | +2   |
| 3    | Serbie    | 1   | 3 | 0 | 1 | 2 | 2  | 5  | -3   |
| 4    | Macédoine | 1   | 3 | 0 | 1 | 2 | 4  | 11 | -7   |

1re journée
| 17 juin 2017 | Portugal                   | 2 - 0 | Serbie | Stade Zdzisław-Krzyszkowiak, Bydgoszcz          |                                                 |
| 18 h         | Guedes 37e · Fernandes 88e | (1-0) |        | Spectateurs : 10 724 Arbitrage : Benoît Bastien | Spectateurs : 10 724 Arbitrage : Benoît Bastien |
| 18 h         | Rapport                    |       |        | Spectateurs : 10 724 Arbitrage : Benoît Bastien | Spectateurs : 10 724 Arbitrage : Benoît Bastien |

| 17 juin 2017 | Espagne                                                | 5 - 0 | Macédoine | Stade municipal, Gdynia                        |                                                |
| 20 h 45      | Ñíguez 10e · Asensio 18e 54e 72e · Deulofeu 35e (pen.) | (3-0) |           | Spectateurs : 8 269 Arbitrage : Harald Lechner | Spectateurs : 8 269 Arbitrage : Harald Lechner |
| 20 h 45      | Rapport                                                |       |           | Spectateurs : 8 269 Arbitrage : Harald Lechner | Spectateurs : 8 269 Arbitrage : Harald Lechner |

2e journée
| 20 juin 2017 | Serbie                       | 2 - 2 | Macédoine                        | Stade Zdzisław-Krzyszkowiak, Bydgoszcz       |                                              |
| 18 h         | Gaćinović 24e · Đurđević 90e | (1-0) | 64e (pen.) Bardhi · 83e Gjorgjev | Spectateurs : 5 121 Arbitrage : Bobby Madden | Spectateurs : 5 121 Arbitrage : Bobby Madden |
| 18 h         | Rapport                      |       |                                  | Spectateurs : 5 121 Arbitrage : Bobby Madden | Spectateurs : 5 121 Arbitrage : Bobby Madden |

| 20 juin 2017 | Portugal  | 1 - 3 | Espagne                                | Stade municipal, Gdynia                         |                                                 |
| 20 h 45      | Bruma 77e | (0-1) | 21e Ñíguez · 65e Ramírez · 90+3e Iñaki | Spectateurs : 13 832 Arbitrage : Tobias Stieler | Spectateurs : 13 832 Arbitrage : Tobias Stieler |
| 20 h 45      | Rapport   |       |                                        | Spectateurs : 13 832 Arbitrage : Tobias Stieler | Spectateurs : 13 832 Arbitrage : Tobias Stieler |

3e journée
| 23 juin 2017 | Macédoine                 | 2 – 4 | Portugal                              | Stade municipal, Gdynia   |                           |
| 20 h 45      | Bardhi 40e · Markoski 80e | (1-2) | 2e Ié · 22e 90+1e Bruma · 57e Podence | Arbitrage : Ivan Kružliak | Arbitrage : Ivan Kružliak |
| 20 h 45      | Rapport                   |       |                                       | Arbitrage : Ivan Kružliak | Arbitrage : Ivan Kružliak |

| 23 juin 2017 | Serbie  | 0 – 1 | Espagne    | Stade Zdzisław-Krzyszkowiak, Bydgoszcz |                               |
| 20 h 45      |         | (0-1) | 38e Suárez | Arbitrage : Gediminas Mažeika          | Arbitrage : Gediminas Mažeika |
| 20 h 45      | Rapport |       |            | Arbitrage : Gediminas Mažeika          | Arbitrage : Gediminas Mažeika |

### Groupe C
| Rang | Équipe    | Pts | J | G | N | P | Bp | Bc | Diff |
| ---- | --------- | --- | - | - | - | - | -- | -- | ---- |
| 1    | Italie    | 6   | 3 | 2 | 0 | 1 | 4  | 3  | +1   |
| 2    | Allemagne | 6   | 3 | 2 | 0 | 1 | 5  | 1  | +4   |
| 3    | Danemark  | 3   | 3 | 1 | 0 | 2 | 4  | 7  | -3   |
| 4    | Tchéquie  | 3   | 3 | 1 | 0 | 2 | 5  | 7  | -2   |

1re journée
| 18 juin 2017 | Allemagne              | 2 - 0 | Tchéquie | Stade municipal de Tychy, Tychy                    |                                                    |
| 18 h         | Meyer 44e · Gnabry 50e | (1-0) |          | Spectateurs : 14 051 Arbitrage : Jesús Gil Manzano | Spectateurs : 14 051 Arbitrage : Jesús Gil Manzano |
| 18 h         | Rapport                |       |          | Spectateurs : 14 051 Arbitrage : Jesús Gil Manzano | Spectateurs : 14 051 Arbitrage : Jesús Gil Manzano |

| 18 juin 2017 | Danemark | 0 - 2 | Italie                       | Stade Józef Piłsudski, Cracovie               |                                               |
| 20 h 45      |          | (0-0) | 54e Pellegrini · 86e Petagna | Spectateurs : 8 754 Arbitrage : Ivan Kružliak | Spectateurs : 8 754 Arbitrage : Ivan Kružliak |
| 20 h 45      | Rapport  |       |                              | Spectateurs : 8 754 Arbitrage : Ivan Kružliak | Spectateurs : 8 754 Arbitrage : Ivan Kružliak |

2e journée
| 21 juin 2017 | Tchéquie                               | 3 - 1 | Italie      | Stade municipal de Tychy, Tychy                 |                                                 |
| 18 h         | Trávník 24e · Havlík 79e · Lüftner 85e | (1-0) | 70e Berardi | Spectateurs : 13 251 Arbitrage : Benoît Bastien | Spectateurs : 13 251 Arbitrage : Benoît Bastien |
| 18 h         | Rapport                                |       |             | Spectateurs : 13 251 Arbitrage : Benoît Bastien | Spectateurs : 13 251 Arbitrage : Benoît Bastien |

| 21 juin 2017 | Allemagne                         | 3 - 0 | Danemark | Stade Józef Piłsudski, Cracovie                  |                                                  |
| 20 h 45      | Selke 53e · Kempf 73e · Amiri 79e | (0-0) |          | Spectateurs : 9 298 Arbitrage : Serdar Gözübüyük | Spectateurs : 9 298 Arbitrage : Serdar Gözübüyük |
| 20 h 45      | Rapport                           |       |          | Spectateurs : 9 298 Arbitrage : Serdar Gözübüyük | Spectateurs : 9 298 Arbitrage : Serdar Gözübüyük |

3e journée
| 24 juin 2017 | Italie           | 1 - 0 | Allemagne | Stade Józef Piłsudski, Cracovie |                           |
| 20 h 45      | Bernardeschi 31e | (1-0) |           | Arbitrage : Slavko Vinčić       | Arbitrage : Slavko Vinčić |
| 20 h 45      | Rapport          |       |           | Arbitrage : Slavko Vinčić       | Arbitrage : Slavko Vinčić |

| 24 juin 2017 | Tchéquie               | 2 - 4 | Danemark                                         | Stade municipal de Tychy, Tychy |                          |
| 20 h 45      | Schick 27e · Chorý 54e | (1-2) | 23e Andersen · 35e 73e Zohore · 90+1e Ingvartsen | Arbitrage : Bobby Madden        | Arbitrage : Bobby Madden |
| 20 h 45      | Rapport                |       |                                                  | Arbitrage : Bobby Madden        | Arbitrage : Bobby Madden |

### Meilleur second
Le meilleur second, déterminé par un classement comparatif des deuxièmes de groupe, est le quatrième qualifié pour le dernier carré.
| Groupe | Équipe    | Pts | J | G | N | P | Bp | Bc | Diff |
| ------ | --------- | --- | - | - | - | - | -- | -- | ---- |
| C      | Allemagne | 6   | 3 | 2 | 0 | 1 | 5  | 1  | +4   |
| A      | Slovaquie | 6   | 3 | 2 | 0 | 1 | 6  | 3  | +3   |
| B      | Portugal  | 6   | 3 | 2 | 0 | 1 | 7  | 5  | +2   |

## Tableau final
|  | Demi-finales           | Demi-finales           | Demi-finales           | Demi-finales           |           |           | Finale                 | Finale                 | Finale                 | Finale                 |
|  |                        |                        |                        |                        |           |           |                        |                        |                        |                        |
|  | 27 juin 2017, Cracovie | 27 juin 2017, Cracovie | 27 juin 2017, Cracovie | 27 juin 2017, Cracovie |           |           | 30 juin 2017, Cracovie | 30 juin 2017, Cracovie | 30 juin 2017, Cracovie | 30 juin 2017, Cracovie |
|  | Angleterre             | Angleterre             | 2ap (3)                | 2ap (3)                |           |           | 30 juin 2017, Cracovie | 30 juin 2017, Cracovie | 30 juin 2017, Cracovie | 30 juin 2017, Cracovie |
|  | Angleterre             | Angleterre             | 2ap (3)                | 2ap (3)                |           |           | 30 juin 2017, Cracovie | 30 juin 2017, Cracovie | 30 juin 2017, Cracovie | 30 juin 2017, Cracovie |
|  | Allemagne              | Allemagne              | 2 tab(4)               | 2 tab(4)               |           |           | 30 juin 2017, Cracovie | 30 juin 2017, Cracovie | 30 juin 2017, Cracovie | 30 juin 2017, Cracovie |
|  | Allemagne              | Allemagne              | 2 tab(4)               | 2 tab(4)               | Allemagne | Allemagne | 1                      | 1                      |                        |                        |
|  | 27 juin 2017, Tychy    |                        |                        |                        | Allemagne | Allemagne | 1                      | 1                      |                        |                        |
|  |                        |                        | Espagne                | Espagne                | 0         | 0         |                        |                        |                        |                        |
|  | Espagne                | Espagne                | Espagne                | Espagne                | 0         | 0         | 3                      | 3                      |                        |                        |
|  | Espagne                | Espagne                |                        |                        |           |           |                        | 3                      |                        |                        |
|  | Italie                 | Italie                 | 1                      | 1                      |           |           |                        |                        |                        |                        |
|  | Italie                 | Italie                 | 1                      | 1                      |           |           |                        |                        |                        |                        |

### Demi-finales
| 27 juin 2017 | Angleterre                                         | 2 – 2 a. p.       | Allemagne                                   | Stade Józef Piłsudski, Cracovie                    |                                                    |
| 18 h         | Gray 41e · Abraham 50e                             | (1-1)             | 35e Selke · 70e Platte                      | Spectateurs : 13 214 Arbitrage : Gediminas Mažeika | Spectateurs : 13 214 Arbitrage : Gediminas Mažeika |
| 18 h         | Rapport                                            |                   |                                             | Spectateurs : 13 214 Arbitrage : Gediminas Mažeika | Spectateurs : 13 214 Arbitrage : Gediminas Mažeika |
| 18 h         | Baker · Abraham · Chilwell · Ward-Prowse · Redmond | Tirs au but 3 - 4 | Arnold · Gerhardt · Philipp · Meyer · Amiri | Spectateurs : 13 214 Arbitrage : Gediminas Mažeika | Spectateurs : 13 214 Arbitrage : Gediminas Mažeika |

| 27 juin 2017 | Espagne            | 3 – 1 | Italie           | Stade municipal de Tychy, Tychy                |                                                |
| 21 h         | Ñíguez 53e 65e 74e | (0-0) | 62e Bernardeschi | Spectateurs : 13 105 Arbitrage : Slavko Vinčić | Spectateurs : 13 105 Arbitrage : Slavko Vinčić |
| 21 h         | Rapport            |       |                  | Spectateurs : 13 105 Arbitrage : Slavko Vinčić | Spectateurs : 13 105 Arbitrage : Slavko Vinčić |

### Finale
| 30 juin 2017 | Allemagne  | 1 - 0 | Espagne | Stade Józef Piłsudski, Cracovie                 |                                                 |
| 20 h 45      | Weiser 40e | (1-0) |         | Spectateurs : 14 059 Arbitrage : Benoît Bastien | Spectateurs : 14 059 Arbitrage : Benoît Bastien |
| 20 h 45      | Rapport    |       |         | Spectateurs : 14 059 Arbitrage : Benoît Bastien | Spectateurs : 14 059 Arbitrage : Benoît Bastien |

## Effectifs des équipes finalistes
| Vainqueurs | Finalistes |
| --- | --- |
| Allemagne · Marvin Schwäbe · Jeremy Toljan · Yannick Gerhardt · Waldemar Anton · Niklas Stark · Gideon Jung · Max Meyer · Mahmoud Dahoud · Davie Selke · Maximilian Arnold · Serge Gnabry · Julian Pollersbeck · Felix Platte · Lukas Klünter · Marc-Oliver Kempf · Thilo Kehrer · Mitchell Weiser · Nadiem Amiri · Janik Haberer · Levin Öztunalı · Dominik Kohr · Maximilian Philipp · Odisseas Vlachodimos | Espagne · Kepa Arrizabalaga · Héctor Bellerín · José Gayà · Jorge Meré · Jesús Vallejo · Dani Ceballos · Gerard Deulofeu · Saúl Ñíguez · Borja Mayoral · Denis Suárez · Marco Asensio · Sandro Ramírez · Rubén Blanco · Mikel Merino · Iñaki Williams · Pau López · Álvaro Odriozola · Mikel Oyarzabal · Jonny · Carlos Soler · Rodri · Marcos Llorente · Diego González Polanco |

## Récompenses

### Meilleur joueur et meilleur buteur
|                                                                         |               |
| \| Pays \| Joueur \| \| ---- \| ------------- \| \| \| Dani Ceballos \| |               |
| Pays                                                                    | Joueur        |
|                                                                         | Dani Ceballos |

| Pays | Joueur        |
| ---- | ------------- |
|      | Dani Ceballos |

|                                                                                          |             |      |
| \| Pays \| Joueur \| Buts \| \| ---- \| ----------- \| ---- \| \| \| Saúl Ñíguez \| 5 \| |             |      |
| Pays                                                                                     | Joueur      | Buts |
|                                                                                          | Saúl Ñíguez | 5    |

| Pays | Joueur      | Buts |
| ---- | ----------- | ---- |
|      | Saúl Ñíguez | 5    |

### Équipe-type
| Gardiens           | Défenseurs                                                 | Milieux                                               | Attaquants                          |
| ------------------ | ---------------------------------------------------------- | ----------------------------------------------------- | ----------------------------------- |
| Julian Pollersbeck | Jeremy Toljan Milan Škriniar Niklas Stark Yannick Gerhardt | Maximilian Arnold Dani Ceballos Max Meyer Saúl Ñíguez | Marco Asensio Federico Bernardeschi |